# Oligacanthorhynchus bangalorensis
Espèce
Synonymes
- Echinopardalis bangalorensis Pujatti, 1951 - protonyme

Oligacanthorhynchus bangalorensis est une espèce d'acanthocéphales de la famille des Oligacanthorhynchidae. C'est un parasite digestif trouvé chez un francolin de l'Inde, oiseau qui doit être considéré comme un hôte accidentel.

## Systématique
L'espèce Oligacanthorhynchus bangalorensis a été initialement décrite en 1951 par l'entomologiste et parasitologue italien Domenico Pujatti (d) (1903-1954) sous le protonyme d’Echinopardalis bangalorensis.

## Étymologie
Son nom spécifique, composé de bangalore et du suffixe latin -ensis, « qui vit dans, qui habite », lui a été donné en référence au lieu de sa découverte, Bangalore, une ville du sud de l'Inde. 

## Publication originale
- (it) D. Pujatti, « Una nuova specie del genere Echinopardalis Travassos 1918 rinvenuta in India », Rivista di parassitologia, Rome, vol. 12, no 2,‎ 1951, p. 119-128 (ISSN 0035-6387).